# Ruže vjetrova
Ruže vjetrova su grafički prikazi smjera i jačine puhanja vjetra na nekom mjestu. Najčešći je zvjezdani dijagram koji pokazuje od osam do dvanaest smjerova. Romanska najčešće pokazuje osam, a germanska dvanaest.
- Prema stranama svijeta na ruži vjetrova razlikujemo sljedeće vjetrove:
  - tramontana – N – hladan vjetar sličan buri, ali stabilniji
  - burin – NNE – vjetar koji puše noću s kopna
  - bura – NE – puše s kopna preko planina na more, često na mahove i promjenjiva smjera
  - grego levante – ENE – jak vjetar koji zimi puše
  - levanat – E – istočnjak, često istih obilježja kao i bura, ponekad i topli vjetar lijepog vremena
  - jugo levante – ESE
  - jugo – SE – ili široko, vjetar jugoistočnog smjera koji uglavnom donosi kišu
  - oštro – S – isti južnjak, karakterizira ga velika jačina
  - maestral obalni – SSW
  - lebić – SW
  - garbin – WSW
  - pulenat – W
  - maestral – NW – u pravilu ugodan ljetni vjetar koji za lijepa vremena uobičajeno puše poslije podne, donoseći lagano rashlađenje u toplim danima